# 地球暖化爭議
地球暖化爭議是指全球变暖事件在道德、社會及政治等多個方面的爭議，對於「在近幾十年，人為造成的全球暖化存在，並正在發生」是事實的這點，在學術界當中是沒有爭議的。，超過97%的氣候科學家認為「全球暖化存在，且人類活動極有可能是導致近半個世紀的全球暖化現象的主要原因」。近年大眾對地球暖化的重視程度明顯提升。人們對地球暖化原因的各項科學解釋高度關注，同時引起了政治與經濟上的辯論。雖然貧窮地區，特別是非洲的排放量很微小，但卻面對著全球变暖所帶來的極大風險。同時，美國不滿發展中國家能夠免除京都協議書的約束，並且以這個為拒絕簽署協議書的理由。在西方社會中，相比美國，歐洲有很多人接納了人類對氣候的影響及努力對抗变暖。
化石燃料組織及公司譬如由菲利普·庫尼及某些智庫－競爭企業協會和卡托研究所所代表的美國石油學會及艾克森美孚利用一些運動來淡化全球变暖的風險。環保團體及公眾人物則舉行運動來強調當中的風險。最近，一些化石燃料公司已經減少了淡化運動，甚至呼籲制定避免全球变暖的政策。
這個議題促發了關於限制工業的溫室氣體排放對經濟活動的影響的辯論。在美國，對科學證據及報告作政治操控也成了重要的議題。其他國家則更會討論為了減排而採取另外一些更潔淨能源時所需要的成本。
其他爭論焦點則在於一些新興工業國家如印度及中國在控制排放的力度應該有多大。2007年，中國的二氧化碳排放量已经超越美國，中國辯稱因為中國人均排放量是美國的三分之一（2010年），所以在減排上沒有很大責任。美國辯稱如果他們必要承擔減排成本，中國也要。印度也快將成為工業排放的大國之一，將會與中國一樣面對同樣的問題。

## 參看
- 全球变暖

## 外部連結
- ResearchChannel — The American Public's Views of Global Climate Change. A video of a lecture given by Jon A. Krosnick, social scientist, Stanford University. Produced by the National Science Foundation, 25 October 2007
- Spirit that Freed South Africa Must Now Rescue the Planet（页面存档备份，存于） by Desmond Tutu
- American Petroleum Institute (A.K.A. Energy Citizens)（页面存档备份，存于）.  Mother Jones article about astroturfing by petroleum industry trade group American Petroleum Institute
- Skeptical Science: Examining Global Warming Skepticism（页面存档备份，存于）
- Climate Change Deniers vs The Consensus（页面存档备份，存于）
- It's Global Warming, Stupid（页面存档备份，存于） Bloomberg BusinessWeek, 2 November 2012
- Global Warming and other Fictions LifeIvy Magazine, 15 April 2013
- Global warming - Who pressed the pause button?（页面存档备份，存于）, The Economist, 8 March 2014